# Hazel Hotchkiss Wightman
Hazel Hotchkiss Wightman, född 20 december 1886 i Healdsburg, Kalifornien, död 5 december 1974 i Newton, Massachusetts, var en amerikansk tennisspelare och initiativtagare till Wightman Cup.
Wightman tillhörde världseliten bland kvinnliga tennisspelare från 1909 till 1928. Hon vann fyra singel-, sju dubbel- och sex mixed dubbel-titlar i det som senare skulle kallas Grand Slam-turneringar.
Wightman upptogs 1956 i International Tennis Hall of Fame.

## Tenniskarriären
Wightman vann sin första GS-titel i damsingel 1909 då hon i Amerikanska mästerskapen finalbesegrade det föregående årets mästare, den då 39-åriga Maud Barger-Wallach (60, 6–1). Wightman vann turneringen även 1910 och 1911. Året därpå gifte hon sig och upphörde under en tid med tennisspel för att som nybliven mor ägna sig åt sin familj.
Säsongen 1915 deltog Wightman åter i Amerikanska mästerskapen och nådde också finalen. Hon förlorade denna mot norskan Molla Mallory (6–4, 2–6, 0–6), som därmed tog sin första Grand Slam-titel. År 1919 vann Wightman sin fjärde singel-titel i Amerikanska mästerskapen.
Under den återstående tenniskarriären spelade Wightman mest dubbel eller mixed dubbel. Hon vann Wimbledonmästerskapen i dubbel 1924. Samma säsong vann hon också dubbel och mixed dubbel i OS. Dubbelvinsten erövrade hon tillsammans med Helen Wills och mixed dubbel-titeln tillsammans med Richard Williams.
Hon fortsatte att spela tennis på elitnivå och tog sin sista dubbeltitel 1943 i en ålder av 56 år.

### Wightman Cup
Redan 1919 uppvaktade Hazel Hotchkiss Wightman Internationella tennisförbundet (ILTF) med förslaget att starta en lagtävling för damer liknande herrarnas Davis Cup. Eftersom hon möttes av ett svalt intresse donerade hon 1923 själv en silverpolkal till en tennistävling mellan två damlag från England och USA. Tävlingen, som kan sägas vara en föregångare till Federation Cup, kallades Wightman Cup och spelades i princip årligen, sista gången 1989.

## Spelaren och personen
Hazel Hotchkiss Wightman var den första kvinnliga tennisspelaren som systematiskt attackerade framme vid nät. Hon hade en synnerligen effektiv volley som hon erhållit genom långvarig träning. Hon var något av publikfavorit och kom att kallas "Lady Tennis".
Efter sin aktiva spelarkarriär var hon att under flera år icke spelande kapten för det amerikanska Wightman Cup-laget. Hon verkade för övrigt som tennisinstruktör livet ut.
Hon var också en mycket framgångsrik squash-spelare (hon vann amerikanska mästerskapen 1930) och spelade dessutom bordtennis och badminton på elitnivå.

## Grand Slam-titlar
- Amerikanska mästerskapen
  - singel - 1909, 1910, 1911, 1919
  - dubbel - 1909, 1910, 1911, 1915, 1924, 1928
  - mixed dubbel - 1909, 1910, 1911, 1915, 1918, 1920
- Wimbledonmästerskapen:
  - dubbel - 1924